# Like I Do (David Guetta, Martin Garrix e Brooks)
Like I Do è un singolo del DJ francese David Guetta e dei DJ olandesi Martin Garrix e Brooks, pubblicato il 22 febbraio 2018 come terzo estratto dal settimo album in studio di David Guetta 7.

## Tracce
Download digitale
1. Like I Do – 3:22

Download digitale – Remixes
1. Like I Do (Dasko & Agrero remix) – 2:58
2. Like I Do (Upsilone remix) – 2:50
3. Like I Do (Jumpexx remix) – 4:07
4. Like I Do (Foxa and Conor Ross remix) – 3:43
5. Like I Do (Edson Faiolli remix) – 5:10